# Night Nurse (album)
 (mai 2025).
Si vous disposez d'ouvrages ou d'articles de référence ou si vous connaissez des sites web de qualité traitant du thème abordé ici, merci de compléter l'article en donnant les références utiles à sa vérifiabilité et en les liant à la section « Notes et références ».
Pour l’article homonyme, voir Night Nurse.
Albums de Gregory Isaacs
More Gregory
(1981) Out Deh
(1983)
Night Nurse est un album du chanteur de reggae jamaïcain Gregory Isaacs, sorti en 1982.
Il est communément admis que cet album est un classique du reggae et constitue l'apogée de la carrière de Gregory Isaacs. Le titre éponyme est le plus grand succès de sa carrière.
En 2001 paraît l'album Nurse in Dub contenant la plupart des titres de l'album original rejoués par Style Scott et Flabba Holt, en version dub.

## Titres
Tous les titres sont composés par Gregory Isaacs et Sylvester Weise.
1. "Night Nurse" – 4:04
2. "Stranger In Town" – 3:32
3. "Objection Overruled" – 3:56
4. "Hot Stepper" – 4:29
5. "Cool Down The Pace" – 5:16
6. "Material Man" – 3:34
7. "Not The Way" – 3:49
8. "Sad To Know (You're Leaving)" – 4:12

Titres bonus sur la réédition CD :
1. "Cool Down The Dub"
2. "Night Nurse Dub 2"
3. "Cool Down The Pace" - (10" mix)
4. "Unhappy Departure Dub"

## Musiciens
- Gregory Isaacs - Chant
- Errol "Flabba" Holt - Basse, producteur associé
- Lincoln "Style" Scott - Batterie
- Dwight "Brother Dee" Pinkney - Guitare
- Eric "Bingy Bunny" Lamont - Guitare rythmique
- Wycliffe "Steelie" Johnson - Claviers
- Wally Badarou - Synthétiseur